# Robert Lamartine
Pour les articles homonymes, voir Lamartine.
Robert Lamartine est un footballeur français né le 15 juin 1935 à Decize (Nièvre) et mort le 16 janvier 1990 dans la même ville. Il était attaquant. 
Il joue principalement au Stade de Reims et au SCO Angers.

## Carrière de joueur
- 1955-1959 : Stade de Reims (47 matches pour 11 buts)[1]
- 1959-1963 : SCO Angers (91 matchs, 27 buts)[2]
- 1963 : Montpellier HSC (7 matchs, 3 buts)
- 1963-1964 : Stade rennais Université Club (22 matchs, 9 buts)[3],[4]

## Palmarès
- Finaliste de la Coupe des clubs champions européens en 1959 avec le Stade de Reims
- Champion de France en 1958 avec le Stade de Reims
- Vainqueur de la Coupe de France en 1958 avec le Stade de Reims
- Vainqueur du Challenge des Champions en 1958 avec le Stade de Reims